# Катасов, Анатолий Георгиевич
Анатолий Георгиевич Катасов (4 сентября 1947 — 27 февраля 2007) — советский и российский тренер по боксу. Тренер иркутского боксёрского клуба «Динамо», главный тренер сборной команды Иркутской области по боксу, личный тренер таких титулованных российских боксёров как Альберт Пакеев и Андрей Мишин. Заслуженный тренер России (1996).

## Биография
Анатолий Катасов родился 4 сентября 1947 года.
В течение многих лет работал тренером по боксу в иркутском спортивном клубе «Динамо», где подготовил множество титулованных спортсменов, добившихся большого успеха на международной арене. Занимал должность главного тренера сборной команды Иркутской области по боксу.
Один из самых известных его учеников — заслуженный мастер спорта Альберт Пакеев, бронзовый призёр летних Олимпийских игр в Атланте, чемпион Европы, чемпион СССР и России. Пакеев перешёл к Катасову от детского тренера Михаила Алексеевича Берко и затем тренировался под его руководством на протяжении всей своей спортивной карьеры. Другой его воспитанник — заслуженный мастер спорта Андрей Мишин, чемпион Европы, победитель Игр доброй воли, участник Олимпийских игр в Сиднее, чемпион национальных первенств. Его учеником является мастер спорта международного класса Сергей Ананьин, многократный призёр национальных первенств.
За выдающиеся достижения на тренерском поприще в 1996 году Анатолий Катасов был удостоен почётного звания «Заслуженный тренер России».
Умер 27 февраля 2007 года после продолжительной болезни.